# Opsariichthys
Opsariichthys es un género de peces de la familia Cyprinidae y de la orden de los Cypriniformes.

## Especies
- Opsariichthys bea T. T. Nguyen, 1987
- Opsariichthys bidens Günther, 1873
- Opsariichthys dienbienensis V. H. Nguyễn & H. D. Nguyễn, 2000
- Opsariichthys evolans (D. S. Jordan & Evermann, 1902)
- Opsariichthys hainanensis Nichols & C. H. Pope, 1927
- Opsariichthys hieni T. T. Nguyen, 1987
- Opsariichthys kaopingensis I. S. Chen & J. H. Wu, 2009
- Opsariichthys pachycephalus Günther, 1868
- Opsariichthys songmaensis V. H. Nguyễn & H. D. Nguyễn, 2000
- Opsariichthys uncirostris (Temminck & Schlegel, 1846)

- Datos: Q3768486
- Multimedia: Opsariichthys / Q3768486
- Especies: Opsariichthys